# Ocena skutków regulacji
Ocena skutków regulacji (skrót: OSR) – jeden z załączników do projektu aktu normatywnego, który opisuje przewidywane skutki proponowanych regulacji według metody analizy kosztów i korzyści.
W założeniu OSR powinna zapewniać podmiotom odpowiedzialnym za tworzenie prawa świadomość konsekwencji, jakie przygotowany akt prawny może wywołać w życiu społecznym. OSR stanowi ważny element w procesie stanowienia dobrego prawa, gdyż pozwala na dostarczenie konkretnych merytorycznych argumentów dla wprowadzenia danej legislacji.

## Podstawa prawna
Obowiązek wykonania OSR reguluje Regulamin pracy Rady Ministrów, natomiast zakres wykonywania OSR precyzują „Wytyczne do oceny skutków regulacji” przygotowane przez Ministerstwo Gospodarki, które wprowadzają wiele wskazówek praktycznych.
W zmienionym w lipcu 2024 roku regulaminie Sejmu wprowadzono obowiązek dołączania do uzasadnienia poselskich projektów ustaw tzw. deklarowanych skutków regulacji (DSR). Obowiązek ten wszedł w życie 31 sierpnia 2024 roku. Wzór formularza, na którym przedstawia się DSR poselskiego projektu ustawy, określiła uchwała nr 51 Prezydium Sejmu z dnia 26 sierpnia 2024 r.

## Praktyka
W praktyce OSR jest zwykle ignorowana przez ustawodawcę, często ma charakter fasadowy:

Brak informacji o kosztach i korzyściach dla adresatów regulacji oraz duża przewaga jakościowych danych o korzyściach dla przekrojowych celów polityki publicznej wskazuje, że informacje te zostały wytworzone ex post w celu uzasadnienia wcześniej podjętych decyzji legislacyjnych. Oznacza to, że procesowi opracowania projektu towarzyszyła ograniczona analiza kosztów i korzyści lub że taka analiza nie została podjęta.

Skutkiem tego są przepisy niespójne, niejasne i budzące liczne spory interpretacyjne.
Z przeprowadzonej w 2011 roku ankiety Ministerstwa Gospodarki wynika duża rozbieżność pomiędzy oczekiwaniami społecznymi wobec procedury OSR a podejściem do niej po stronie administracji – np. 60% ankietowanych po stronie społecznej oczekiwało konsultacji społecznych na etapie oceny skutków regulacji, podczas gdy po stronie administracji tego samego zdania było jedynie 18%.
Ministerstwo Gospodarki prowadzi szkolenia upowszechniające proces OSR oraz udostępnia przykłady takich ocen, stworzyło także propozycje zasad prowadzenia konsultacji społecznych.
W 2013 roku Ministerstwo Sprawiedliwości opublikowało propozycję systemowej reformy procesu stanowienia prawa. W towarzyszącym jej uzasadnieniu potwierdzone zostały wcześniej zdiagnozowane patologie polskiej legislacji. Jako najbardziej palące wskazano „niedokładność, nierzetelność i ogólnikowość” sporządzanych ocen skutków regulacji, nietrafne decyzje legislacyjne, iluzoryczne konsultacje społeczne.
W 2014 roku rząd Prawa i Sprawiedliwości  w swoim programie wyborczym zwracał uwagę na problem "pospiesznie wprowadzanych zmian w obowiązujących ustawach" i podkreślał, że "tworzenie prawa nie może być ekspresowym, interwencyjnym reagowaniem na bieżące zdarzenia”.  Po wygranych wyborach standardy legislacyjne rządu zostały jednak znacząco obniżone: z regulaminu prac Rady Ministrów usunięto wymóg sporządzania założeń do projektu ustawy przed przygotowaniem właściwego projektu oraz ograniczono rolę samej oceny skutków regulacji. Częstą praktyką stał się wybieg (stosowany także przed poprzednie rządy) wprowadzania przez rząd projektów ustaw jako "projektów poselskich" (tzw. "by-pasowanie ustaw"), wobec których obowiązują niższe wymogi legislacyjne - spośród 42 ustaw uchwalonych przez rząd w ciągu pierwszych 100 dni rządów jedynie 10 przeszło normalny proces legislacyjny a 32 były przedstawione jako "projekty poselskie". W konsekwencji szereg kluczowych ustaw (o Trybunale Konstytucyjnym, prokuraturze, sądownictwie powszechnym, Krajowej Radzie Sądownictwa, czy Sądzie Najwyższym) w ogóle nie były poddawane normalnej procedurze oceny skutków regulacji i konsultacji  społecznych, co wywołało powszechne protesty społeczne.
W 2018 roku liczne kontrowersje wywołała przedstawiona przez Ministerstwo Sprawiedliwości ustawa o Instytucie Pamięci Narodowej, której forsowanie przez ministra Patryka Jakiego wywołało liczne kontrowersje w kraju ze względu na ekspresowe tempo i ignorowanie uwag ze strony historyków. Ustawa - jak przewidywali ci ostatni - skutkowała międzynarodowym skandalem i pogorszeniem stosunków z USA oraz Izraelem, w odpowiedzi na które rząd ponownie ekspresowo nowelizował ustawę, usuwając najbardziej kontrowersyjne zapisy.
W październiku 2018 roku kontrowersje wywołał projekt ustawy postulujący uczynienie 12 listopada dniem wolnym od pracy. Ze względu na to, że został on przedstawiony zaledwie na kilka tygodni przed planowanym wejściem w życie, środowiska prawnicze, biznesowe i medyczne zwracały uwagę, że będzie on skutkował ogromnymi stratami finansowymi w skali całego państwa oraz chaosem w instytucjach publicznych, szpitalach oraz firmach, które planują swoje działania z wielomiesięcznym wyprzedzeniem.
Na naruszenie standardów legislacyjnych wskazywano również w przypadku tzw. "afery KNF" w 2018 roku, w której sejmowa Komisja Finansów Publicznych głosowała nad tą samą poprawką wprowadzoną do dwóch różnych projektów nowelizacji. Poprawki były zgłoszone jako "projekty poselskie" choć na posiedzeniu komisji referował je wiceminister finansów Leszek Skiba, procedowano je w pośpiechu i z naruszeniem konstytucyjnej zasady trzech czytań.